# 4670 Yoshinogawa
4670 Yoshinogawa је астероид главног астероидног појаса чија средња удаљеност од Сунца износи 2,241 астрономских јединица (АЈ).
Апсолутна магнитуда астероида је 14,2.